# Remedios Ros Frechina
Remedios Ros Frechina (Alboraia, segle XX) va ser una artista valenciana, considerada una veïna il·lustre d'Alboraia, figura important del teatre a la localitat.
En juny de 2010 va rebre, a títol pòstum, el premi Cultura del seu municipi natal.